# Műhely (irodalmi kör)
Műhely néven indult 1971-ben Marosvásárhelyen az Igaz Szó irodalmi köre. Nemcsak szépirodalmi kérdéseket vitatott meg, hanem állandó meghívottja volt a Camerata Transsylvanica régizene-együttes is. Ennek egyik jeles fiatal szereplőjéről, Babrik József lantművészről (1949-1974) írja Műhely-beli fellépésével kapcsolatban Bajor Andor: „Nem képzelt pop-fesztivál lantosa ő, hanem a valóságos szellemi rendé” (Igaz Szó, 1974/2). A Műhely élő kapcsolatot teremtett a Szentgyörgyi István Színművészeti Főiskola fiatal növendékeivel és a képzőművészekkel is. 1976-tól Igaz Szó Irodalmi Köre néven működött tovább.